# Aleucanitis albofasciata
Aleucanitis albofasciata là một loài bướm đêm trong họ Noctuidae.